# Brest, Niedersachsen
Brest är en kommun och ort i Landkreis Stade i förbundslandet Niedersachsen i Tyskland.
Kommunen ingår i kommunalförbundet Samtgemeinde Harsefeld tillsammans med ytterligare tre kommuner.